# Peperomia hondoana
Peperomia hondoana är en pepparväxtart som beskrevs av Trel. & Standley. Peperomia hondoana ingår i släktet peperomior, och familjen pepparväxter. Inga underarter finns listade i Catalogue of Life.